# キズキ
株式会社キズキは、不登校や中退、引きこもりや生活困窮、うつや発達障害など、様々な困難に直面した方たちに向けた事業を展開している会社である。
不登校・中退者・発達障害・学び直したい大人（社会人）の方の学びや受験を支援する個別指導塾「キズキ共育塾」、不登校・中退者のための家庭教師の「キズキ家学」（学習支援事業）、うつや発達障害による離職者が専門的なビジネススキルを学べる就労移行支援事業所「キズキビジネスカレッジ」（就労支援事業）、日本全国の自治体と連携して生活困窮家庭の子ども支援などを展開する「公民連携事業」の3つの事業がある。

## 概要
2010年6月、「社会の中でつまずいた若者たちの次の一歩を支援する」という目的で、任意団体として活動を開始した。その後、NPO法人育て上げネットと恊働で、引きこもりやニートを対象とした、「学び」を通して社会に必要なスキルを身に付けさせる「就労のための学び直し」支援事業を進めながら、2011年4月、巣鴨で学習支援事業として学習塾を始める。2011年（平成23年）8月にNPO法人化した。2015年7月に、株式会社キズキ設立。
設立時は巣鴨に事務所を開いていたが、2012年7月に移転。2025年1月現在、本社は渋谷区千駄ヶ谷にある。

## 事業内容
- 学習支援事業：キズキ共育塾（完全個別指導塾）

一人ひとりの困りごとに寄り添い、自分に合った学び方を見つけていくことをコンセプトにした学習塾。不登校や中退をはじめ、人間関係の不安、体調の心配、学習への苦手意識など、受けるご相談の種類は多岐に渡る。2025年1月現在、全13校（埼玉県、東京都、神奈川県、愛知県、京都府、大阪府、兵庫県）。オンライン授業は全国対応。
- 学習支援事業：キズキ家学（家庭教師）

不登校やひきこもりの方々のために、関東・関西で、勉強のみならずカウンセリングや外出同行も含めた支援を実施。
- 公民連携事業：

全国各地の自治体などから委託を受けて、生活困窮世帯の子どもたちの学習支援などを実施。2025年1月現在、累計で42の自治体などからの委託実績あり。
- 就労支援事業：キズキビジネスカレッジ（就労移行支援事業所）

うつ病などの精神疾患や発達障害のために退職した方、また、それらの疾患や障害のために就労できずにいる方などのために、「一人ひとりに適した就職」のための支援を実施。2025年1月現在、全8校（東京都、神奈川県、大阪府、兵庫県）。
- メディア事業：不登校オンライン

不登校の子どもがいる保護者向けのwebメディア。不登校にまつわる保護者の体験談、子どもの気持ち、著名人のインタビュー、不登校からの勉強法などの記事を掲載。「地に足のついた確かな情報」でお悩みに寄り添い、 「次の一歩」に進むための方法を紹介している。
- メディア事業：親コミュ

不登校の子どもがいる保護者のためのオンラインコミュニティ。「不登校が特別ではない環境」で、チャットを通じて、不登校の親同士で、悩みを解決し合ったり、雑談が可能。また、有識者を招いたオンライン講演会も提供している。

## 沿革
- 2010年 6月 : 任意団体として活動を始める。
- 2010年10月 : NPO法人育て上げネットと恊働で、「就労のための学び直し」支援事業（再学事業）を始める。
- 2011年 4月 : 巣鴨で学習支援事業を始める[4]。
- 2011年 8月 : NPO法人キズキを設立。
- 2012年 7月 : 渋谷区千駄ヶ谷に事務所を移転。
- 2012年 8月 : 中退予防事業を始める。
- 2012年 : 生徒数増加に伴い、巣鴨から代々木に拡大移転。
- 2014年：引きこもり等の若者就労支援事業を新宿区から受託し、「公民連携事業」がスタート。
- 2015年：株式会社キズキを設立。
- 2019年：就労移行支援事業「キズキビジネスカレッジ」がスタート。

## 主なメディア掲載
- 2011年
  - 1月：NHK総合「首都圏ネットワーク」
  - 8月：毎日新聞（見出し：若者のやりなおし支援）
  - 12月：産經新聞（見出し：社会復帰へ自ら手本に）

- 2012年
  - 2月：NHK総合「おはよう日本」
  - 5月：婦人公論 （2012年5月7日号 p.30 - 31)
  - 8月：日本経済新聞

- 2013年
  - 1月：月刊ソトコト（2013年2月号 No.153）
- 2024年
  - 9月：メ～テレ「ドデスカ」
  - 10月：中日新聞（見出し：「学校休ませたほうがいい？」悩む親のためチェックリスト　無理して登校する子も多く）
  - 10月：月間教職研修（11月号「不登校の論点」）
  - 10月：朝日新聞（見出し：「ここがあるから…」不登校児に居場所は広がる　支援、届いてほしい）
  - 11月：日本経済新聞（見出し：子が不登校、仕事どうする？　企業が支援・介護休業も）
  - 11月：産経新聞（見出し：小中生不登校34万人　大学進学などキャリアパスどう描く　塾相談員になった経験者の思い）